# Дракула (фильм, 1958)
«Дракула» (англ. Dracula) — фильм ужасов 1958 года. Экранизация одноимённого романа Брэма Стокера. Первый фильм серии Hammer о Дракуле. В США фильм шёл в прокате под названием «Ужас Дракулы», для того, чтобы избежать путаницы с фильмом 1931 года.

## Сюжет
Май 1885 года. Джонатан Харкер (Джон Ван Эссен), охотник на вампиров, отправляется в замок Дракулы (Кристофер Ли) под видом нового библиотекаря. В замке он встречает пленницу графа (Валери Гонт), которая просит его о помощи. Но появляется Дракула, который отводит Харкера в комнату, где запирает его.
Освободившись через некоторое время, Харкер снова сталкивается с отчаянной женщиной. Она кусает его в шею. Прибывший Дракула, отталкивает её. Харкер теряет сознание. Когда он пробуждается на следующий день, то находит следы укуса. Он прячет свой дневник за пределами замка и спускается в склеп, где находит два гроба, в которых лежат Дракула и его пленница. Харкер убивает женщину. Но внезапно, из своего гроба поднимается Дракула, который мстит Харкеру самым ужасным образом.
С этого момента врагом № 1 для вампира становится доктор Ван Хельсинг (Питер Кашинг). Сам профессор долгие годы изучал проблему вампиризма и начинает бороться с графом всеми имеющимися у него средствами. Он прибывает в Клаусберг, на поиски Харкера. Перепуганные горожане отказываются ему помогать, и лишь девушка работающая в таверне передаёт ему дневник. Ван Хельсинг появляется в замке, где обнаруживает лежащего в гробу Харкера ставшего вампиром. Доктор убивает его осиновым колом. Затем он отправляет сообщение о смерти Харкера Артуру Холмвуду и его жене Мине, но они не решаются сказать об этом невесте Харкера, Люси. Люси становиться плохо. Когда наступает ночь, Люси открывает двери ведущие к террасе и обнажает шею, она уже несёт на себе печать вампира — укус. И вскоре в доме появляется Дракула.
Мина просит у Ван Хельсинга вылечить Люси. Он осматривает её и приказывает разместить в её комнате чеснок  и запрещает открывать окна. Однако Люси умоляет служанку ночью вынести чеснок и открыть окно. Дракула приходит и убивает Люси. Артур Холмвуд прогоняет Ван Хельсинга, говоря что он причина несчастий в их доме. Доктор уходит, но оставляет ему дневник Харкера. Холмвуд пересматривает дневник Харкера и открывает истину. Люси превратившаяся в вампира пытается завлечь свою племянницу Таню в склеп. Но девочку спасает Ван Хельсинг и Артур. Ван Хельсинг говорит Холмвуду, что Люси может вывести их к пристанищу Дракулы. Но Артур отказывается использовать Люси в качестве приманки и Ван Хельсинг убивает Люси.
Продолжая поиск Дракулы, Ван Хельсинг вспомнил о катафалке который выезжал из замка Дракулы, и они с Артуром отправляются на таможню чтобы выяснить путь назначения гроба В это время Мина, была завлечена в новое убежище графа, находящееся в подвале дома Холмвудов. На следующее утро, Артур и Ван Хельсинг замечают странное поведение Мины. Позже они отправляются по адресу который им дал гробовщик, чтобы найти гроб пропавший без вести, но узнают что он исчез. Артур пытается дать Мине нательный крест, он обжигает её руку, и они понимают, что Дракула где-то рядом.
Ночью, Ван Хельсинг и Артур охраняют дом где находится Мина снаружи для того чтобы предотвратить приход Дракулы, однако он появляется в доме и кусает её. Доктор делает ей переливание крови. После Ван Хельсинг, обнаруживает в подвале пустой гроб. Дракула увидев, что его убежище найдено, хватает Мину и направляется к замку.
Начинается погоня, Дракула спешит вернуться в свой склеп до восхода солнца. Он пытается похоронить живьем Мину, но его успели остановить Ван Хельсинг и Артур.   В замке, между доктором и Дракулой начинается борьба. Ван Хельсинг срывает с окна тяжелую штору и впускает солнечный свет, который превращает графа в прах. Мина выздоравливает и крестообразный ожог исчезает у неё с руки.

## В ролях
- Питер Кашинг — доктор Ван Хельсинг
- Кристофер Ли — граф Дракула
- Майкл Гоф — Артур Холмвуд
- Мелисса Стриблинг — Мина Харкер
- Кэрол Марш — Люси
- Ольга Дики — Герда
- Джон Ван Эссен — Джонатан Харкер
- Валери Гонт — женщина-вампирша
- Янина Фэй — Таня
- Барбара Арчер — Инга
- Чарльз Ллойд — доктор Сьюард
- Джордж Мерритт — полицейский
- Джордж Вудбридж — арендодатель
- Джордж Бенсон — служащий
- Майлс Маллесон — Маркс, гробовщик
- Джеффри Бойлдон — Портер

## Факты
- Съёмки фильма начались на Bray Studios 17 ноября 1957 года с бюджетом в £ 81 000.
- Когда в 1958 году фильм был выпущен в Великобритании, будучи в сокращённом варианте, BBFC дал ему рейтинг X, в то время как в 2007 году вышло режиссёрское переиздание, ему был дан рейтинг 12А.
- Фильм не является цветным ремейком одноимённого фильма 1931 года, как это часто пишут, сюжет его довольно далек и от романа и от пьесы.

## Производство
Спецэфекты
Кадр в котором кожа вампира распадается в прах, были сняты покадрово путём наложения красного грима на лицо актёра Кристофера Ли, а также тонкого слоя воска, который был подобран в соответствии с нормальным тонусом кожи. В кадре, когда кожа с восковых пальцев  слезает, можно заметить маркировки под ней.
Знаки Зодиака в финальной сцене
В конце фильма, на полу замка показан инкрустированный знаками зодиака круг, который имеет несколько цитат на латинском и греческом языках. Внутри круга есть цитата из книги «Одиссея» Гомера, книга 18.136-7: τοῖος γὰρ νόος ἐστὶν ἐπιχθονίων ἀνθρώπων οἷον ἐπ᾽ ἦμαρ ἄγησι πατὴρ ἀνδρῶν τε θεῶν τε («Ум людям, которые живут на земле, так же как день дает им, отец богов и людей [Зевс] »). На внешней стороне круга написана цитата на латинском языке из Гесиода в интерпретации Бартоломео Англико (Природа вещей, книга 8, глава 2): Tellus vero primum siquidem genuit parem sibi coelum stellis ornatum, ut ipsam totam obtegat, utque esset beatis Diis sedes tuta semper ("И Земля с самого начала имела звездное небо покрывающее все, и место это, которое благословили боги было всегда в безопасности). Перстень с руки Дракулы остается в круге на водном знаке зодиака который, возможно, символизирует его окончательное перерождение.

## Релиз

### Японская версия фильма
В течение долгих лет историки кино указывали на тот факт, что самый полный вариант фильма, был в японском прокате в 1958 году. Попытки найти мифическую «японскую версию» были бесплодны. И все-же в сентябре 2011 года, Hammer объявили о том, что фрагменты японской фильмокопии были найдены в «Национальном центре кино» в Токио. Первые пять катушек с фильмом, были уничтожены во время пожара в 1984 году, но последние четыре сохранились. Эти плёнки общей продолжительностью 36 минут включает в себя две «расширенные» сцены, одна из которых является открытием ключевых кадров фильма. Например, полная сцена нападения Дракулы на Мину, она была вырезана цензорами из английской и американских версий, в виду её сексуальной откровенности, недопустимой для фильмов тех лет.
29 декабря 2012 года, студия Hammer заявила, что восстановленный фильм будет выпущен на трёх дисках, причём дважды на Blu Ray, выпуск в Великобритании ожидается 18 марта 2013 года. Этот релиз содержит в себе "Дракулу" восстановленного Британским Институтом кино (BFI) в 2007 году, вместе с отреставрированной на студии Hammer в 2012 году версией в формате высокой четкости, которая включает в себя кадры, которые ранее считались навсегда утерянными.

### Выпуск на DVD
Фильм впервые появился на DVD в 2002 году в США и позже был переиздан 6 ноября 2007 года, он находился в бокс-сете вместе с лентами Дракула восстал из могилы, Вкус крови Дракулы и Дракула, год 1972 которые были частью проекта Warner Bros и New Line Cinema’s «4 избранных фильма» составляющих серию фильмов на DVD. С 7 сентября 2010 года, Turner Classic Movies выпустил фильм вместе с Дракула восстал из могилы, Проклятие Франкенштейна и Франкенштейн должен быть уничтожен. Фильм также был выпущен на DVD в Великобритании в октябре 2002 года вместе с Проклятием Франкенштейна и Мумией В бокс-сете озаглавленном «Оригиналы фильмов студии Hammer».